# Silvio Bergamaschi
Silvio Bergamaschi (Udine, 1944 – Padova, 1997) è stato un ingegnere aerospaziale italiano, professore universitario di Dinamica del volo spaziale presso la Facoltà di Ingegneria Meccanica dell'Università di Padova.
Fu fra i più brillanti allievi ed erede culturale del matematico Giuseppe Colombo e fu membro fondatore del CISAS (Centro Interdipartimentale di Studi Spaziali).
Collaborò a lungo con la NASA, fino a diventare Principal Investigator (Theoretical and Experimental Investigation of TSS Dynamics) per le missioni Tethered Satellite System I e II (Satellite al guinzaglio).

## Opere
- The Italian participation to the Tethered Satellite System (con Giuseppe Colombo, 1982)
- Tether motion after failure (1982)
- Order of magnitude evaluation of the lifetime of a free tether in orbit (1988)
- Tethered gravity laboratories study - The center-of-gravity management concept (1989)
- Coupling of tether lateral vibration and subsatellite attitude motion (1992)
- Further developments in the harmonic analysis of TSS-1 (1992)
- Theoretical and experimental investigation of TSS-1 dynamics (1993)
- Equilibrium configurations in a tethered atmospheric mission (1993)
- «Incipit» dell'analisi sperimentale della dinamica del TSS-1 (1993)
- TSS core equipment (1994)
- Effects of Orbit Eccentricity on TSS-1 Pendulum-Like Oscillations (1998)